# Maximum Security
Maximum Security es el segundo álbum de estudio del guitarrista estadounidense de rock instrumental Tony MacAlpine, publicado en 1987 a través de PolyGram. Llegó a posicionarse en el número 146 de la lista de ventas Billboard 200 de Estados Unidos y se mantuvo en lista once semanas.

## Recepción
Andy Hinds de AllMusic calificó Maximum Security con 4,5 estrellas de 5 y comentó que es "mucho mejor" que su álbum debut de 1986 Edge of Insanity, además de "esencial para cualquier persona interesada en la música instrumental de guitarra". Además destacó las canciones "Autumn Lords", "Hundreds of Thousands", "Tears of Sahara" y "Porcelain Doll".

## Lista de canciones
Toda la música compuesta por Tony MacAlpine, excepto donde se indique lo contrario. 
| N.º | Título                                  | Duración |  |
| 1.  | «Autumn Lords»                          | 3:26     |  |
| 2.  | «Hundreds of Thousands»                 | 3:15     |  |
| 3.  | «Tears of Sahara»                       | 3:46     |  |
| 4.  | «Key to the City»                       | 4:38     |  |
| 5.  | «The Time and the Test»                 | 2:39     |  |
| 6.  | «The King's Cup»                        | 3:27     |  |
| 7.  | «Sacred Wonder»                         | 4:13     |  |
| 8.  | «Étude Op. 10, No. 4» (Frédéric Chopin) | 2:05     |  |
| 9.  | «The Vision»                            | 3:30     |  |
| 10. | «Dreamstate»                            | 3:28     |  |
| 11. | «Porcelain Doll»                        | 4:26     |  |

## Personal
- Tony MacAlpine – guitarra, teclados, bajo
- George Lynch – solos de guitarra adicionales en las pisas 3 y 9
- Jeff Watson – solos de guitarra adicionales en la pista 6
- Mike Mani – programación teclados
- Deen Castronovo – batería (pistas 1–3, 5, 6)
- Atma Anur – batería (pistas 4, 7, 9–11)
- Steve Fontano – ingeniero de sonido
- Dino Alden – ingeniero de sonido asistente
- George Horn – masterización
- Mike Varney – productor discográfico